# Sorbit (Stahl)
Sorbit ist ein Gefüge des Stahls. Es besteht aus einem  feinsten Gemisch von Teilchen aus Ferrit und Zementit. Benannt wurde er nach Henry Clifton Sorby. Heutzutage wird die Bezeichnung Sorbit nur noch selten verwendet.
Einerseits wird ein durch Anlassen des Martensits entstandenes Gefüge als Sorbit bezeichnet. Die nadelförmigen Martensit-Kristallite zerfallen dabei in ein feinstes Gemisch von Teilchen aus Ferrit und Zementit. Die ursprünglichen martensitischen Korngrenzen bleiben erhalten und somit auch das nadelförmige Strukturbild. Die einzelnen Teilchen sind jedoch lichtmikroskopisch nicht auflösbar. Sorbit erscheint daher im Gegensatz zum buntschimmernden Perlit und braunen (in sehr guten Mikroskopen auch bunten) Troostit im lichtmikroskopischen Hellfeld schwarz. Heute wird diese Art des Sorbits meist mit Vergütungsgefüge bezeichnet.
Andererseits wird auch der bei der entsprechenden Abkühlgeschwindigkeit direkt entstehende feinste Perlit als Sorbit bezeichnet. Der Begriff Sorbit wird mit einem schlecht definierten Aggregat assoziiert, der feiner oder unaufgelöster Perlit ist.
Die Eigenschaften Sorbits ähneln denen des Bainits.